# Tákisz Muszafírisz
Tákisz Muszafírisz, görögül: Τάκης Μουσαφίρης (Joánina, 1936. július 24. – Athén, 2021. március 11.) aromán származású görög zeneszerző, dalszerző.

## Életútja
1936. július 24-én született Joáninában egy aromán származású családba. Apja Kalarítesz, anyja Sziráko településről származott és mindketten hangszeren játszottak.
Számos ismert görög énekessel működött együtt. Többek közt Sztrátosz Dioniszíu, Dimítrisz Mitropáno, Ríta Szakelaríu és Tólisz Voszkópulosz énekesekkel. Műveit néha álnéven adta közre: Andónisz Zánasz (Αντώνης Ζάννας) és Níkosz Mihaíl (Νίκος Μιχαήλ) néven.
2021. március 11-én 84 évesen halt meg rákban, amely ellen hat hónapja küzdött.

## Fordítás
- Ez a szócikk részben vagy egészben  a   Takis Mousafiris című angol Wikipédia-szócikk ezen változatának fordításán alapul.  Az eredeti cikk szerkesztőit annak laptörténete sorolja fel. Ez a jelzés csupán a megfogalmazás eredetét és a szerzői jogokat jelzi, nem szolgál a cikkben szereplő információk forrásmegjelöléseként.